# Billy Joel
William Martin Joel, detto Billy (New York, 9 maggio 1949), è un cantautore, pianista e compositore statunitense.
Avendo venduto oltre 150 milioni di dischi in tutto il mondo, è uno degli artisti musicali di maggior successo di tutti i tempi e il quarto solista più venduto negli Stati Uniti.

## Biografia

### Origini
Billy Joel è nato a New York, nel Bronx, il 9 maggio 1949, figlio di Rosalind e del pianista tedesco di origine ebraica Helmut Joel. Il nonno di Billy, Karl Amson Joel, fu un ricchissimo imprenditore tessile, che fondò l' azienda Joel Macht Fabrik, ed emigrò in Svizzera per sfuggire al regime nazista, per poi trasferirsi negli USA passando per Cuba a causa di alcuni problemi sull' immigrazione.
I suoi genitori divorziarono quando aveva 8 anni; cresciuto a Hicksville, Long Island, ha iniziato a suonare nel primo complesso a quattordici anni (The Echoes), dopo avere visto un concerto dei Beatles alla trasmissione televisiva Ed Sullivan Show. Nel 1967 ha fatto parte della band The Hassles (con la quale ha pubblicato due dischi), per poi costituire, nel 1970, il duetto heavy metal denominato Attila (insieme all'ex batterista degli Hassles, Jon Small), col quale pubblicherà un solo album per la Epic Records.

### Gli inizi
Fu influenzato dai primi artisti del rock and roll e del rhythm and blues, tra i quali The Four Seasons, The Drifters e i Beatles. Scriveva brani con melodie ben strutturate e senza pretese. Il suo primo album Cold Spring Harbor, uscito nel 1971, non ebbe successo; si trasferì brevemente a Los Angeles dove si esibì nei piano bar, come quando aveva iniziato i suoi primi passi con lo pseudonimo di "Bill Martin". Ma sarà con l'album Piano Man (1973), dopo avere stipulato un nuovo contratto con la Columbia Records del leggendario Clive Davis, che Billy inizia a farsi conoscere dal grande pubblico, grazie a canzoni come Captain Jack, The Ballad of Billy the Kid e Piano Man, ancora oggi molto conosciute, con cui arriva alla 27ª posizione della hit parade statunitense. Il singolo Piano Man arriverà tra le top 20 e gli procurerà il suo primo disco d'oro. La prima delle menzionate canzoni, Captain Jack, per vero, venne composta l'anno precedente e fu proprio una sua versione dal vivo trasmessa in una stazione radio di Philadelphia (WMMR-FM) ad attirare l'attenzione della prestigiosa casa discografica.

### Il successo
Tornato a New York, la svolta, dopo l'interlocutorio "Streetlife Serenade" (1974), è arrivata nel 1976 col suo primo album autoprodotto, "Turnstiles", il quale contiene hits come Say Goodbye to Hollywood e New York State of Mind, grazie all'incontro con quei musicisti che lo accompagneranno per quasi quindici anni di carriera (Liberty De Vitto, Doug Stegmeyer, Richie Cannata, Russell Javors), i quali contribuiranno ad elevare la qualità musicale di Joel. La strada del successo era tracciata, tanto che nella primavera del 1977 viene chiamato alla Carnegie Hall di New York, dove tiene tre concerti, tutti esauriti (2, 3 e 4 giugno).
La definitiva consacrazione arriva nel 1977 con l'album The Stranger, prodotto in collaborazione con Phil Ramone (conosciuto a Toronto) approfittando della pausa dalle scene che si era preso Elton John, il pianista britannico a cui Joel, bene o male, si ispirava con la sua musica. Il disco, uscito nel mese di settembre, venderà oltre dieci milioni di copie (record per la Columbia Records, superato solo nel 1985 con "Born in the USA" di Bruce Springsteen), e grazie al quale vincerà due Grammy Awards per la migliore canzone e il miglior disco dell'anno (con Just the Way You Are). Il successo è stato seguito dall'altrettanto fortunato LP dell'anno dopo ("52nd Street"), giunto 1º in classifica e contenente grandi successi come My Life, Honesty e Big Shot, per il quale vinse altri due Grammy per il miglior album e per la migliore performance vocale pop-rock dell'anno. Sempre nel 1978, si reca a Cuba all'Havana Jam, ove terrà tre storici concerti al Karl Marx Theater.

### Gli anni ottanta
Il successo di vendite viene confermato con l'album "Glass Houses", uscito nel 1980, rimasto per sei settimane al primo posto del Billboard Album Chart, il quale contiene brillanti hits come You May be Right, All For Leyna e It's Still Rock'n Roll to Me, col quale raggiunge per la prima volta il primo posto nella classifica americana tra i singoli. Grazie a questa uscita riceve l'American Music Award per il miglior album dell'anno, vincendo un altro Grammy per la migliore performance vocale pop-rock.
Nel 1981 realizza il suo primo disco-live (Songs in the Attic), il quale raccoglie diverse canzoni scritte nei suoi primi anni da solista.
Il 1982 è l'anno dell'introspettivo "The Nylon Curtain", realizzato dopo una sospensione di oltre due mesi dovuta a un grave incidente in motocicletta, il quale contiene Pressure e la più nota Allentown con cui ritrae la vita nella città industriale della Contea di Lehigh (Pennsylvania) nei primi anni ottanta; il disco riceve una nomination per il miglior album dell'anno.
Nel 1983 realizza "An Innocent Man", altro grande successo con oltre 7 milioni di copie vendute solo negli USA, per il quale ottiene un'altra nomination per il migliore album dell'anno e per la migliore performance vocale pop-rock con il brano Uptown Girl, dedicato a quella che diventerà la sua seconda moglie (la nota fotomodella Christie Brinkley). Avranno grande successo anche i singoli Keeping the Faith, Tell Her About It, An Innocent Man e For the Longest Time.
Nel 1984 ottiene anche una nomination per il miglior video dell'anno (Live from Long Island).
Nel 1985 partecipa a USA for Africa, un supergruppo di 45 celebrità della musica pop tra cui Michael Jackson, Lionel Richie, Stevie Wonder e Bruce Springsteen, cantando We Are the World prodotta da Quincy Jones e incisa a scopo benefico. I proventi raccolti con We Are the World furono devoluti alla popolazione dell'Etiopia, afflitta in quel periodo da una disastrosa carestia. Il brano vinse il Grammy Award come "canzone dell'anno", come "disco dell'anno", e come "miglior performance di un duo o gruppo vocale pop".
Sempre nel 1985 esce la sua seconda raccolta, in due dischi ("Greatest Hits Volume I and Volume II"), la quale contiene i suoi più grandi successi, insieme a due inediti (You're Only Human (Second Wind) e The Night is Still Young); solo negli Stati Uniti, tale raccolta ha venduto oltre 20 milioni di copie. Nello stesso anno usciranno due raccolte di suoi video musicali, le prime negli USA.
Nel 1986 pubblica "The Bridge", con la partecipazione di Ray Charles (nel singolo Baby Grand), Cyndi Lauper e l'inglese Steve Winwood. Un suo brano (This is the Time) è diventato la sigla della versione italiana della soap opera "Sentieri".
Nell'ottobre del 1987 Billy fa uscire i due dischi "Live in Leningrade (Концерт)", registrati nel corso di alcuni concerti tenuti lo stesso anno a Mosca e Leningrado, organizzati a seguito del disgelo tra gli Usa e l'Unione Sovietica: sarà il primo americano a tenere concerti durante la guerra fredda.
Nel 1988 registra una performance con i colleghi Daryl Hall & John Oates e Cyndi Lauper al Radio City Music Hall, in beneficenza per il New York Police Athletic League.
Il 1989 segna una prima svolta per la sua carriera: cambia la sua vecchia band (non vi saranno più alcuni dei musicisti che lo hanno accompagnato dalla seconda metà degli anni ottanta, come Doug Stegmeyer, Russel Javors e David Brown) ed esce con un disco aggressivo prodotto da Mick Jones ("Storm Front"); il singolo We Didn't Start The Fire raggiungerà il primo posto in classifica nelle hits statunitensi, e grazie al quale ha ricevuto una nomination per la migliore performance vocale pop-rock e per la migliore canzone dell'anno.

### Gli anni novanta
Nel 1990, Billy riceverà il Grammy Legend Award e farà uscire un video su un suo concerto tenuto nell'estate dello stesso anno allo Yankee Stadium di New York.
Nel 1993 Billy Joel pubblicherà il suo ultimo album da solista, "River of Dreams", col quale arriverà al primo posto nel Billboard Album Chart per avere venduto negli Usa oltre 5 milioni di copie. Il singolo The River of Dreams raggiungerà il primo posto nel Billboard Hot 100 Chart, mantenuto per tre settimane, e nel Adult Contemporary Chart, mantenuto per dodici settimane, stabilendone il nuovo record. Il brano ha ottenuto tre nomination per il miglior disco, la migliore canzone e la migliore performance vocale pop-rock dell'anno; l'album, invece, ha ottenuto la nomination, sempre ai Grammy Awards, per il miglior album dell'anno. Da quell'anno Billy ha iniziato, quasi ininterrottamente, a girare il mondo per concerti, ottenendo grandi riconoscimenti tra il pubblico.
Nel 1998, insieme a Elton John, Billy Joel terrà numerosi concerti in tutto il mondo (compresi il Giappone e l'Australia), nei quali ognuno interpreterà le canzoni dell'altro (Face to Face).
Nel 1999 è stato incluso nella Rock and Roll Hall of Fame, introdotto da Ray Charles. Dopo alcuni anni di pausa, nel 2009 i due grandi pianisti hanno ripreso i loro concerti insieme nel Face 2 Face, per i quali sono previsti solo tour negli USA e in Canada (la prima uscita è stata il 2 marzo a Jacksonville, Florida).

### Il nuovo millennio

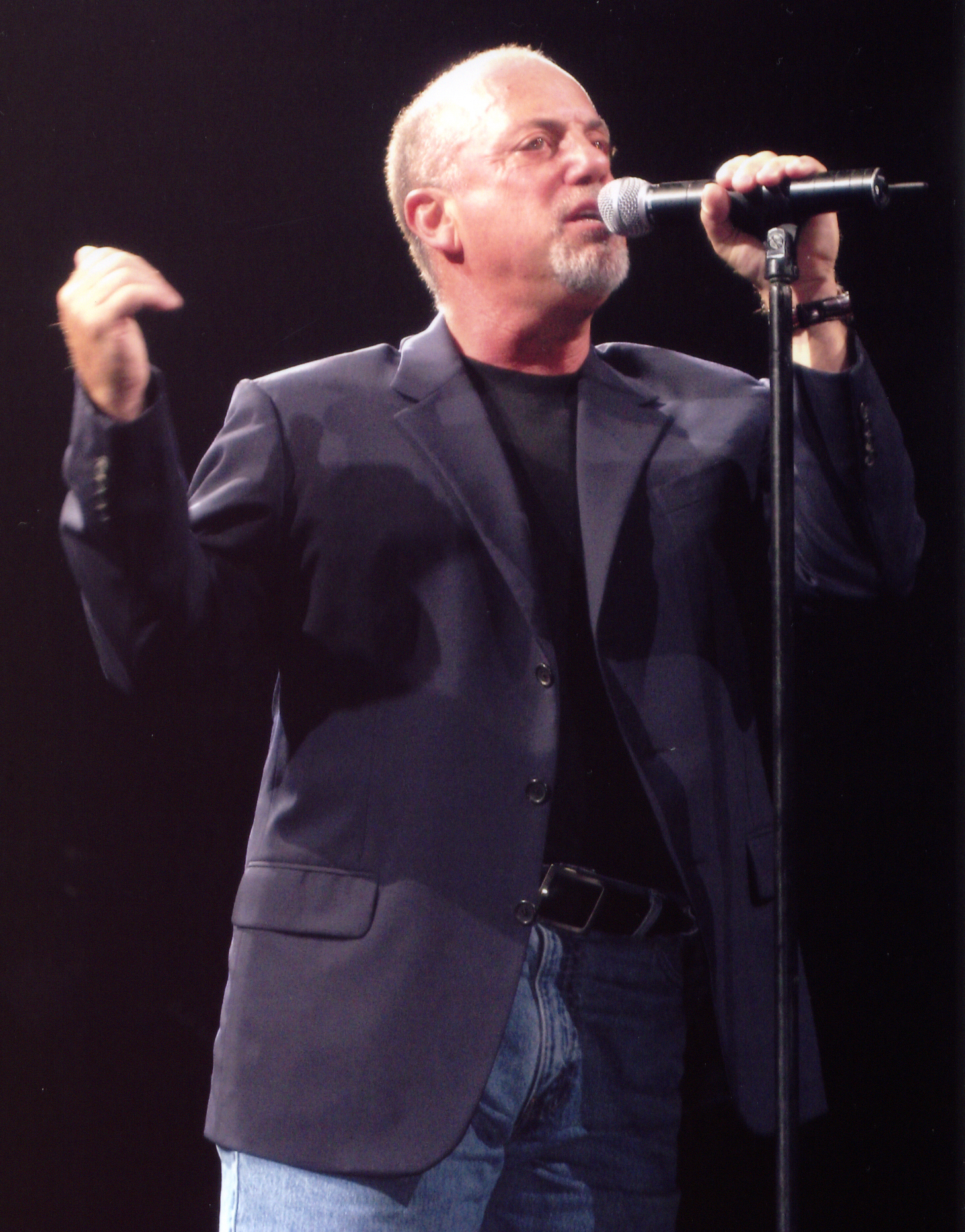
Billy Joel in concerto a Perth, Australia nel 2006

Dopo avere pubblicato, nel 2000, un concerto tenuto al "Madison Square Garden" il 31 dicembre 1999 ("The Millennium Concert"), nel 2001 ha pubblicato, quale compositore, un disco di musica classica Op. 1-10. Fantasies & Delusions, eseguito dal pianista coreano Richard Joo, così tornando alla sua vecchia passione. L'opera, pur non avendo riscosso grande successo nella critica, ha raggiunto la vetta nella classifica delle vendite di musica classica.
Dopo avere pubblicato altre raccolte di successi ("Greatest Hits Volume III", "Complete Hits Collection" e "Piano Man-The Very Best of Billy Joel"), seguite da importanti vendite, e aver prodotto un musical a Broadway insieme alla nota coreografa Twila Tharp basato sulle sue canzoni ("Movin' Out"), Billy Joel nel 2006 raggiunge il nuovo record di tutto esaurito al Madison Square Garden con dodici concerti, superando quello stabilito in passato da Bruce Springsteen, e per il quale fa uscire la raccolta celebrativa dal vivo "12 Gardens (live)".
Il 31 luglio 2006 in occasione del Telecomcerto organizzato da Telecom col patrocinio del Comune di Roma, Joel ha tenuto assieme al rocker canadese Bryan Adams un concerto presso i Fori Imperiali, per il quale sono stati stimati circa 500.000 spettatori. Erano dodici anni che Joel non tornava in Italia dopo l'ultima performance tenuta al Forum Assago di Milano del 24 maggio 1994, in occasione del tour The River of Dreams.
Il 7 marzo 2007, poco dopo aver cantato l'inno statunitense al Super Bowl, Billy è uscito con un nuovo singolo (il primo dal 1993), intitolato "All my Life" e dedicato alla sua terza moglie.
Dopo avere pubblicato nell'inverno del 2005 una collezione in cinque dischi, di cui un DVD che riprende un concerto tenuto a Francoforte nel 1994 ("My Lives"), nella quale compaiono anche 23 inediti in parte mai usciti e in parte pubblicati solo come singoli, e in occasione del trentesimo anniversario dell'uscita del suo primo grande successo "The Stranger", nel 2008 la Columbia Edition ha pubblicato un cofanetto celebrativo intitolato "The Stranger - 30th Anniversary Edition", il quale, oltre che contenere l'album originale registrato nel 1977, contiene un live registrato il 3 giugno 1977 al Carnegie Hall di New York e un DVD, con la registrazione del concerto tenuto il 14 marzo 1978 da Billy Joel insieme alla sua band formata da Liberty De Vitto, Russel Javors, Doug Stegmeyer e Richie Cannata nella trasmissione televisiva inglese "The Old Grey Whistle Test" sulla BBC 1, condotta da Bob Harris.
Nel marzo del 2011 esce il DVD Live at Shea Stadium, registrazione dei due concerti tenutesi presso lo Shea Stadium di New York del 16 e 18 luglio 2008, con la partecipazione di artisti quali Tony Bennett, Garth Brooks, John Mayer e Paul McCartney. Nel 2014 viene ripubblicato il disco live Koncert del 1987 con il titolo A Matter of Trust: The Bridge to Russia, contenente canzoni aggiuntive e un documentario dal titolo omonimo relativo del tour sovietico.
La sera del 18 luglio 2018 Billy raggiunge quota 100 concerti al Madison Square Garden, dal suo primo nel 1978, tutti sold out. È la prima volta che un singolo artista raggiunge tale record e per festeggiare l'evento chiama sul palco l'amico e collega Bruce Springsteen, con cui intona "Tenth Avenue Freeze-Out" e "Born To Run".
Il 1 febbraio 2024 esce il suo nuovo singolo, il primo inedito dopo 17 anni: Turn The Lights Back On.

## Vita privata

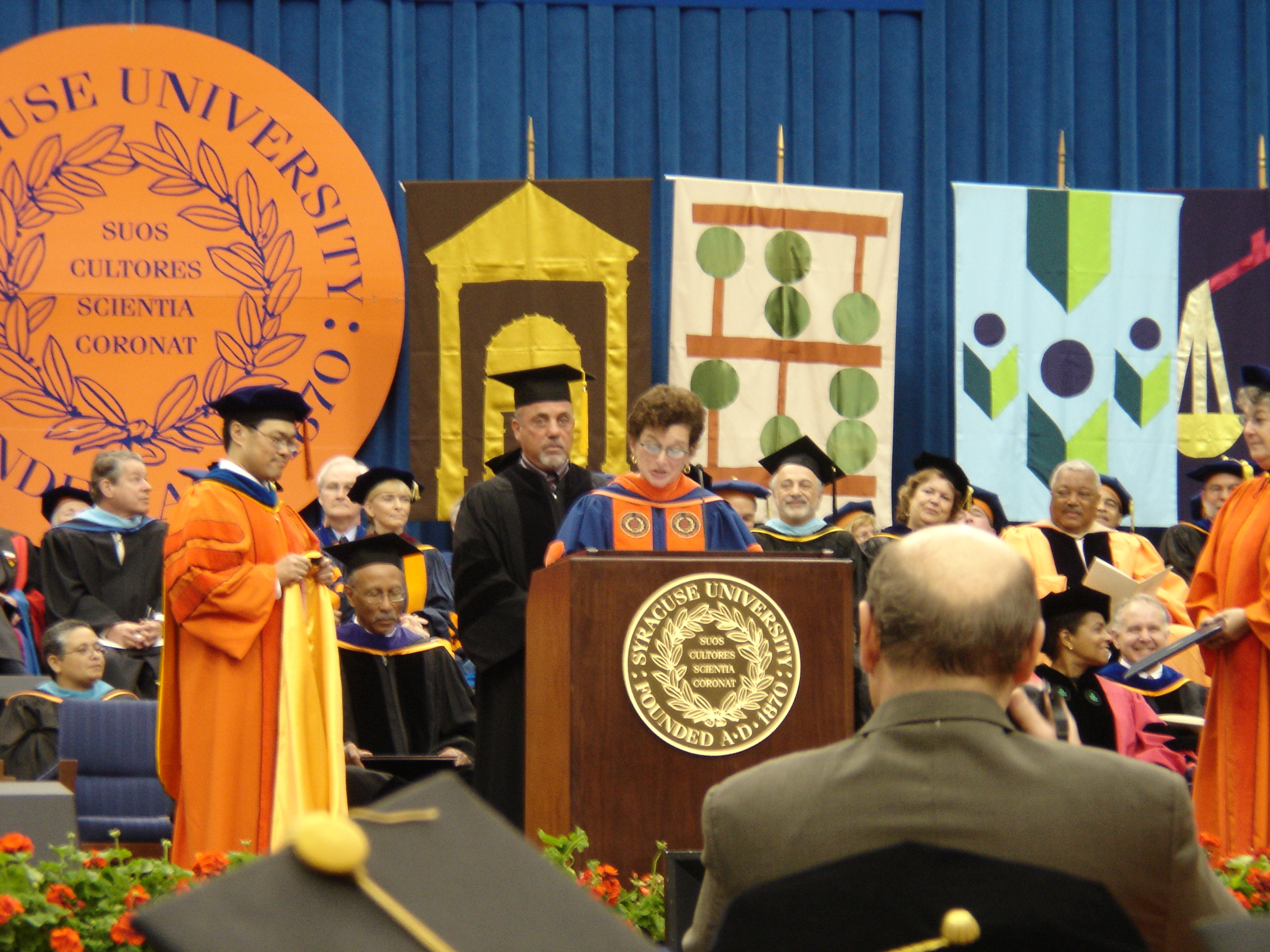
Billy Joel mentre riceve una laurea honoris causa alla Syracuse University nel 2006

Joel si è sposato nel 1971 con la sua manager, Elizabeth Weber. Il matrimonio è finito con il divorzio nel 1982. In seguito Joel si è sposato nel 1985 con la supermodella Christie Brinkley che era rimasta vedova del precedente marito. Dal loro matrimonio è nata una bambina, Alexa Ray Joel, nel 1985. Anche questo matrimonio è finito con un divorzio nel 1994.
Nel 2004, Joel si è sposato con la ventitreenne Katie Lee. Al momento del matrimonio Joel aveva 54 anni. La figlia di Joel, Alexa Ray Joel, 18 anni, è stata la damigella d'onore. Anche l'ex-moglie di Joel, Christie Brinkley, ha partecipato alla cerimonia e dato alla coppia la sua benedizione. Katie Lee si è laureata all'università e lavora come corrispondente per uno show dell'emittente televisiva PBS.
Nel giugno del 2009 diventa ufficiale il divorzio dalla terza moglie. Nel dicembre del 2009 la figlia di Joel, Alexa, ha tentato il suicidio ingerendo un'elevata dose di farmaci. Poco tempo prima era stata lasciata dal fidanzato.
In un'intervista fattagli nel 2010 dal presentatore radiofonico Howard Stern si è dichiarato ateo.
Nel 2013 ha venduto la sua villa di lusso a Miami Beach all'imprenditore Diego Della Valle per 14 milioni di dollari.
Nel luglio 2015 si è sposato con la fantina ed ex manager di Morgan Stanley Alexis Roderick, da cui ha avuto due figlie.
Nel 2025 gli è stato diagnosticato un idrocefalo normoteso e di conseguenza, in maggio, ha ufficialmente annunciato la sospensione di tutti i concerti in programma.

## Discografia

### Album in studio
- 1971 - Cold Spring Harbor
- 1973 - Piano Man
- 1974 - Streetlife Serenade
- 1976 - Turnstiles
- 1977 - The Stranger
- 1978 - 52nd Street
- 1980 - Glass Houses
- 1982 - The Nylon Curtain
- 1983 - An Innocent Man
- 1986 - The Bridge
- 1989 - Storm Front
- 1993 - River of Dreams
- 2001 - Fantasies & Delusions classica
- 2002 - Movin' Out

### Album Live
- 1981 - Songs in the Attic
- 1987 - КОНЦЕРТ
- 2000 - 2000 Years: The Millennium Concert
- 2006 - 12 Gardens Live
- 2011 - Live at Shea Stadium: The Concert
- 2014 - A Matter of Trust, the Bridge to Russia [Extented edition of  Концерт - Live in Moscow & Leningrad, Russia - July/August 1987]

### Singoli
- 1974 - Piano Man
- 1975 - The Entertainer
- 1977 - Just the Way You Are
- 1978 - Movin' Out (Anthony's Song)
- 1978 - Only the Good Die Young
- 1978 - She's Always a Woman
- 1978 - My Life
- 1979 - Big Shot
- 1979 - Honesty
- 1980 - All for Leyna
- 1980 - It's Still Rock and Roll to Me
- 1980 - Don't Ask Me Why
- 1980 - Sometimes a Fantasy
- 1980 - You May Be Right
- 1981 - Say Goodbye to Hollywood
- 1982 - She's Got a Way
- 1982 - Pressure
- 1983 - Allentown
- 1983 - Uptown Girl
- 1983 - Tell Her about It
- 1983 - An Innocent Man
- 1984 - The Longest Time
- 1984 - Leave a Tender Moment Alone
- 1985 - Keeping the Faith
- 1985 - You're Only Human (Second Wind)
- 1986 - Modern Woman
- 1986 - This Is the Time
- 1986 - A Matter of Trust
- 1989 - We Didn't Start the Fire
- 1990 - I Go to Extremes
- 1990 - And So It Goes
- 1992 - All Shook Up
- 1993 - The River of Dreams
- 1993 - All About Soul
- 2007 - All My Life
- 2007 - Christmas in Fallujah (featuring Cass Dillon)
- 2024 - Turn The Lights Back On

### Raccolte
- 1984 - Billy Joel: The Box Set
- 1985 - Greatest Hits, Vols. 1 & 2
- 1988 - Starbox
- 1989 - Souvenir: The Ultimate Collection
- 1994 - A Voyage on the River of Dreams
- 1997 - Greatest Hits, Vol. 3
- 1997 - The Complete Hits Collection: 1973-1997
- 2000 - The Ultimate Collection
- 2001 - The Essential Billy Joel
- 2004 - Piano Man: The Very Best Of
- 2005 - My Lives
- 2010 - The Hits
- 2010 - She's Always a Woman: Love Songs
- 2011 - Billy Joel: The Complete Albums Collection
- 2012 - Opus Collection